# 卡尔霍尔姆斯布吕克
卡尔霍尔姆斯布吕克是位于瑞典乌普萨拉省蒂耶普市镇的一个地區。2010年，當地的人口為1,150。1735年至1931年间，當地有一座高爐。1910年，當地建成了一個木材加工廠。